# Torre Friedrich Clemens Gerke
La Torre Friedrich Clemens Gerke (en alemán: Friedrich-Clemens-Gerke-Turm) es una torre de telecomunicaciones de 230 m en Cuxhaven, Alemania. Fue completada en 1991 y no es accesible al público. A pesar de su tamaño, y a diferencia de otras torres similares, es una estación repetidora de señales emitidas desde otros puntos y no se utiliza como fuente de emisiones propias.